# Schabbelhaus (Lübeck)

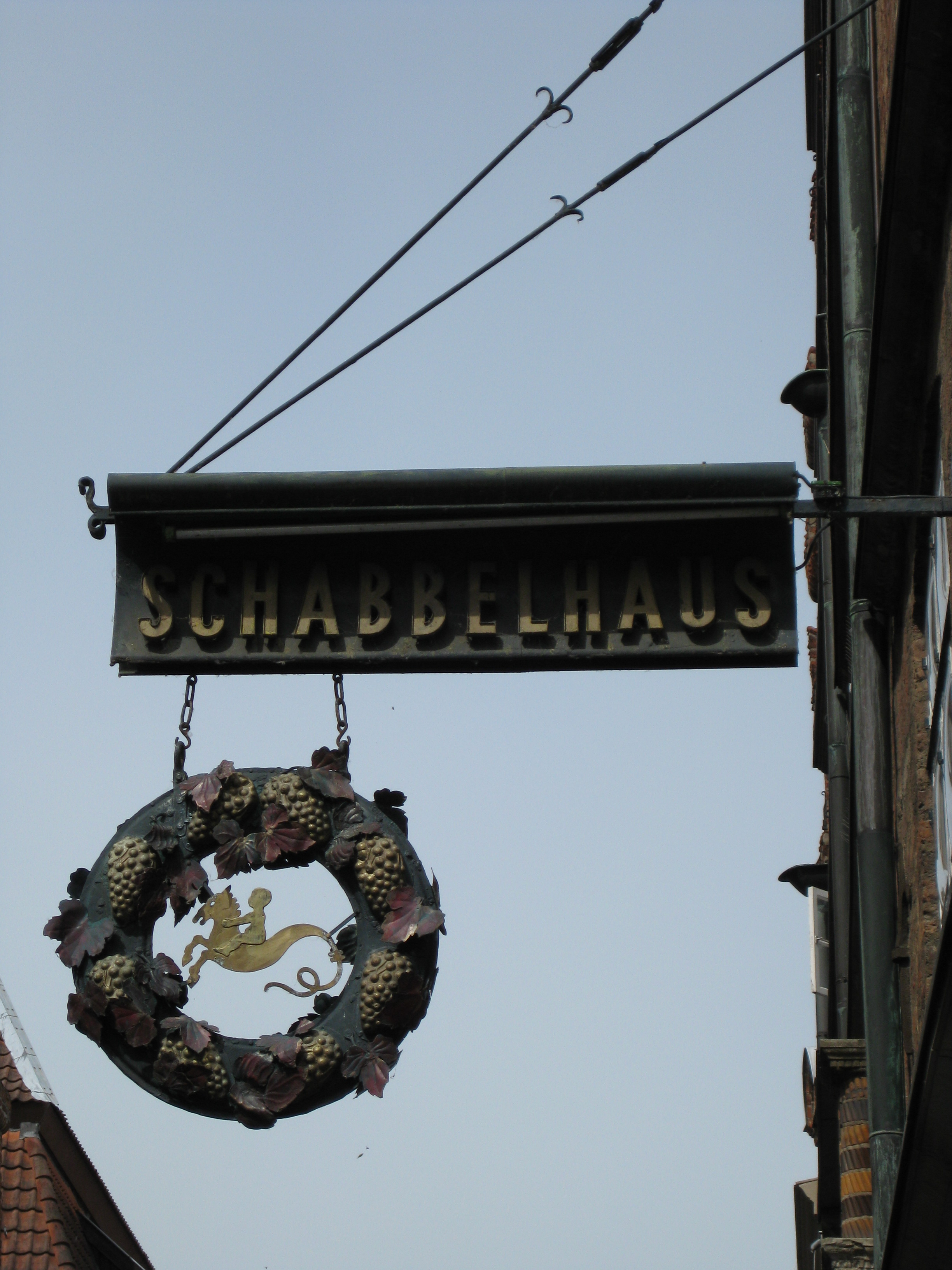
Nasenschild des Schabbelhauses

Das Schabbelhaus in der Lübecker Mengstraße sind zwei Bürgerhäuser der Backsteinrenaissance unterhalb des Buddenbrookhauses zum Ufer der Trave, in einem vom Bombenangriff im März 1942 nicht betroffenen Teil der Straße gelegen. Das Schabbelhaus ist nach dem stiftenden Bäckermeister Schabbel benannt; das Schabbellhaus in Wismar hat einen anderen Hintergrund.

## Gegenwart
Es ist im Stil des ausgehenden 18. Jahrhunderts repräsentativ eingerichtet und damit eigentlich gleichzeitig ein Museum für gehobene bürgerlich hanseatische Wohnkultur. Es gehört der Kaufmannschaft zu Lübeck, die es zweimal im Jahr zu Mitgliedertreffen nutzt und ansonsten als Restaurant betreiben lässt. Der Garten im Innenhof wurde ursprünglich Mitte des 20. Jahrhunderts von Harry Maasz gestaltet.
Das repräsentative Portal des Hauses Mengstraße 50 stammt von dem ehemaligen Wohnhaus des Lübecker Kaufmanns Johann Glandorp in der Fischstraße und wurde hierher versetzt, weil das Haus des ursprünglichen Standortes ansonsten vollständig zerstört worden war.

Das alte Haus in der Mengstraße 36 (um 1900)

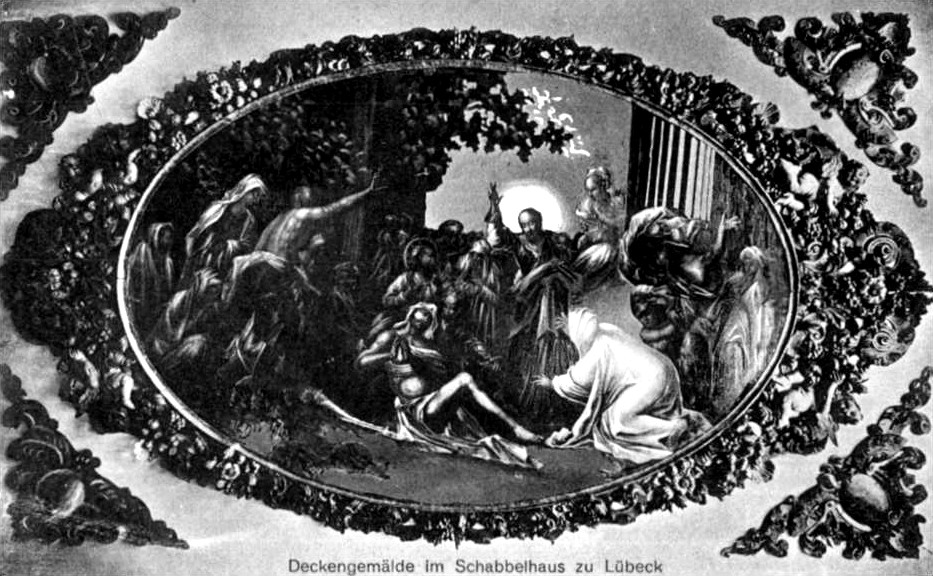
Deckengemälde im alten Schabbelhaus zu Lübeck

## Vorgängerbau

### Geschichte
Der Bäcker und Konditor Heinrich Schabbel, geboren am 24. Juli 1861 – sein Urgroßvater Joachim Christian Schabbel kam um 1778 als Freibäcker aus Malchin nach Lübeck – stellte der Stadt testamentarisch für eine Stiftung 125.000 Goldmark zur Verfügung. Der Reichtum des Bäckers gründete auf seiner Erfindung des Hanseaten. Damit sollte ein Museum eingerichtet werden, das Lübecker Bürgerhäuser und ihre Einrichtungen vom späten 17. bis zur Mitte des 19. Jahrhunderts bewahrte und dokumentierte. Nach dem Tod Schabbels am 12. Dezember 1904 beschloss die Stadt, ein weitgehend ursprünglich erhaltenes Kaufmannshaus in der Mengstraße 36 zu erwerben.
In der Nacht zum 10. August 1905 fiel das Patrizierhaus von Wilhelm Heinrich Heyke einem verheerenden Brand teilweise zum Opfer. Der Brand zerstörte die oberen vier Böden und der in den Hof stürzende hintere Giebel durchschlug das Dach und Zimmerdecken eines Flügels. Die alte auf der Diele geschnitzte Wandtäfelung, ein Werk Tönnies Evers der Jüngere (1595), blieb erhalten. Das Renaissancegebäude wurde nun restauriert und das Mobiliar mit Stücken aus anderen Bürgerhäusern und Kirchen ergänzt. Eröffnet wurde das Museum im September 1908. Im Erdgeschoss eröffnete eine beliebte Weinschenke.
Am Palmsonntag 1942 zerstörten britische Brandbomben das ursprüngliche Schabbelhaus in der Mengstraße 36. Es wurde nicht wieder aufgebaut, stattdessen übersiedelten Museum und Weinschenke in das Doppelhaus Mengstraße 48/50.

### Architektur und Ausstattung

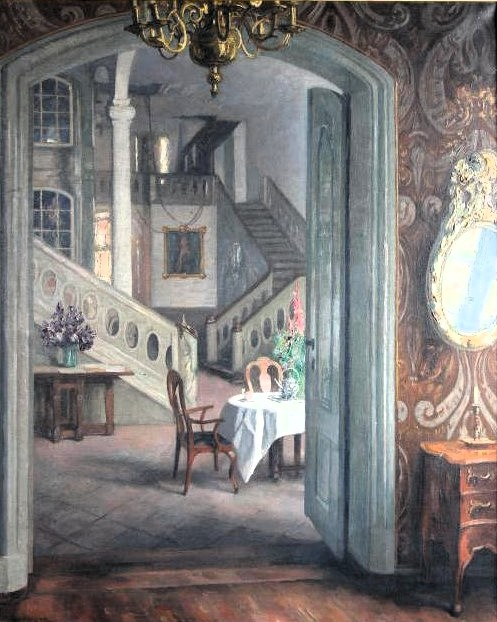
Wilhelm Beckmann: Blick auf die Diele des Schabbelhauses, um 1915

Das Gebäude musste in der Barockzeit umgestaltet worden sein, darauf wies etwa der geschweifte Fassadengiebel hin. Das Sandsteinportal zur Mengstraße stammte aus der Renaissance (um 1590), die geschnitzte Eingangstüre mit Oberlicht aus dem Rokoko. Die Diele mit einer doppelten Treppenanlage reichte über zwei Geschosse, zum Innenhof öffneten sich hohe dreiteilige Fenster. Den ältesten Teil dieses Vorraums bildete eine mit 1595 datierte Holzvertäfelung mit eingelassenem Rokoko-Wandschrank. Die restliche Ausstattung, wie etwa der Kücheneinbau in der Diele mit den Gesindezimmern darüber oder das reich ausgestattete Landschaftszimmer, stammte aus dem 18. Jahrhundert.

#### Verein Lübecker Kunstfreundinnen
Der 1904 gegründete stetig anwachsende Verein feierte alljährlich hier sein Stiftungsfest. Am 14. März 1909 eröffnete der Verein im Schabbelhaus die Ausstellung Aus alten Truhen und feierte auf sein fünfjähriges Bestehen zurückblickend sein erstes Stiftungsfest. Der kleine Gründungskreis war bis dahin auf eine stattliche Schar angewachsen.
Auf dem Fest von 1911 wurde dort dem Wunsch, auch die neue Frauentracht, auf die die Hefte der grünen Mappe oft hinlenkten, durch ihre Erfinderin, Hedwig Buschmann, vorführen zu sehen, Rechnung getragen.
Nachdem zunächst, wie es in dem Lied Fidel bi Drög un Ratt hieß die alten Lübeckischen Trachten vorführte, wurden die neuesten Kostüme (Reformkleidung) in farbigen Lichtbildern und später die etwa 30 Kleider wie unten exemplarisch zu sehen, unterstützt von Damen der Gesellschaft, vorgeführt.

Modeschau 1911
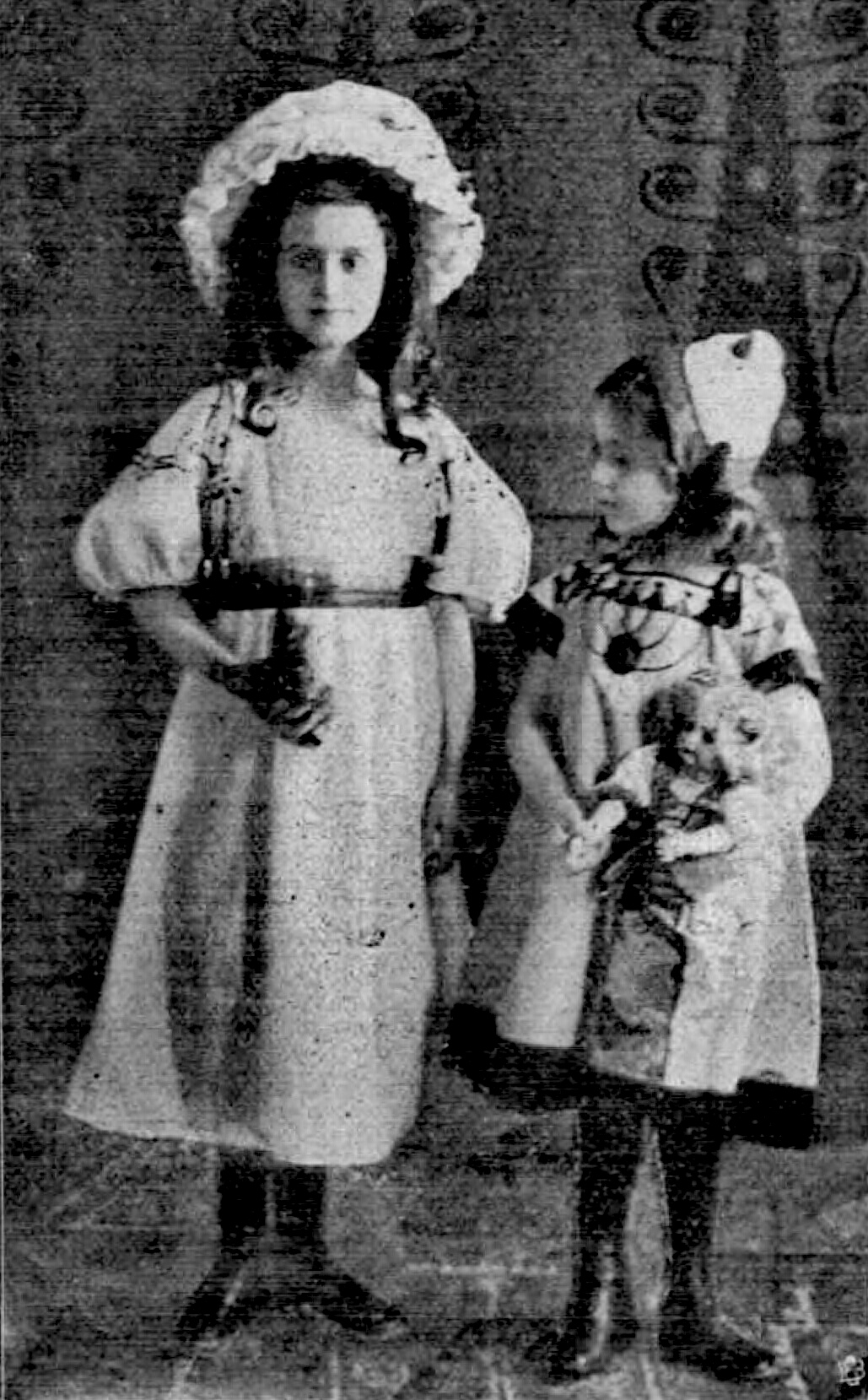
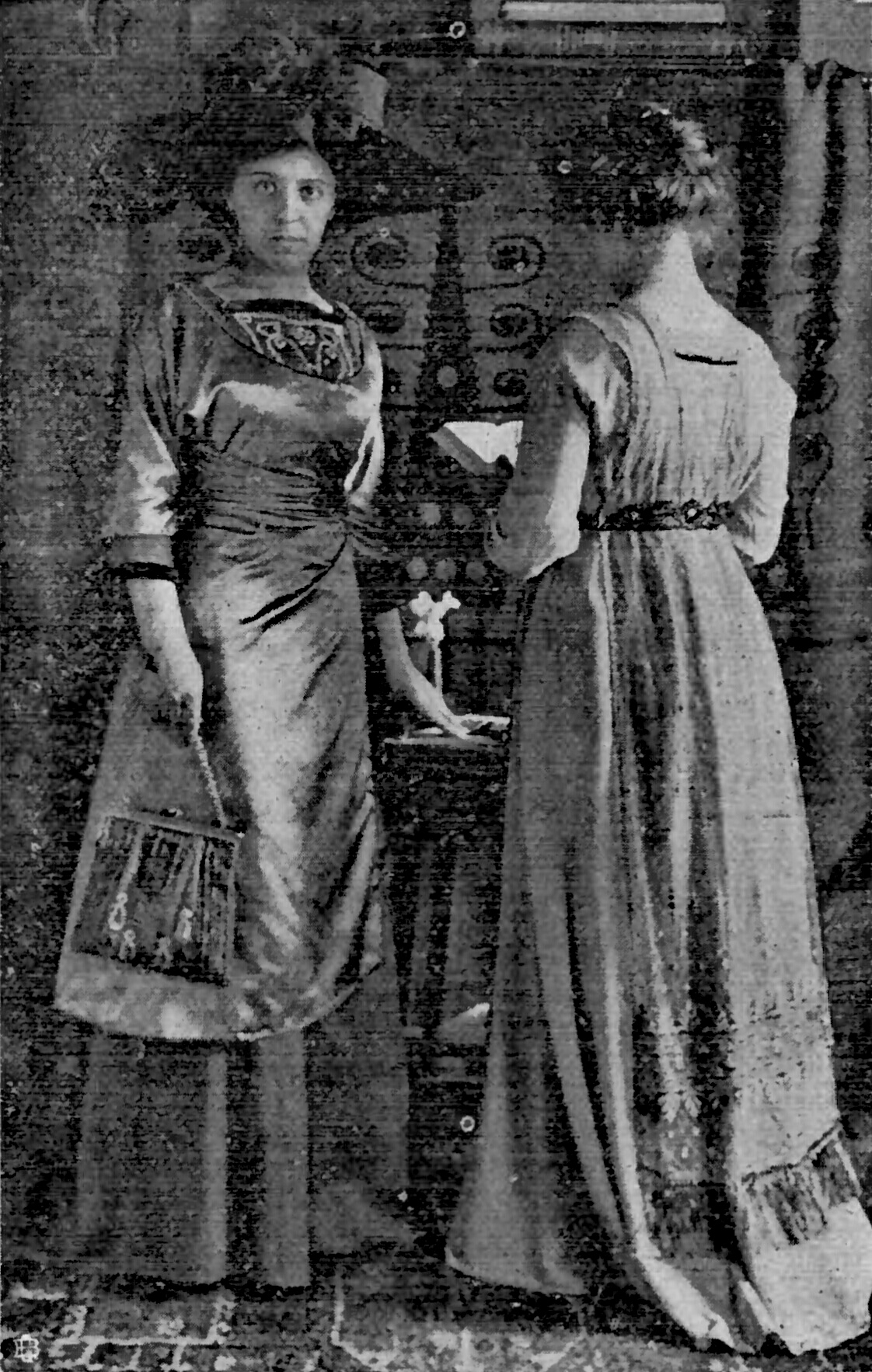
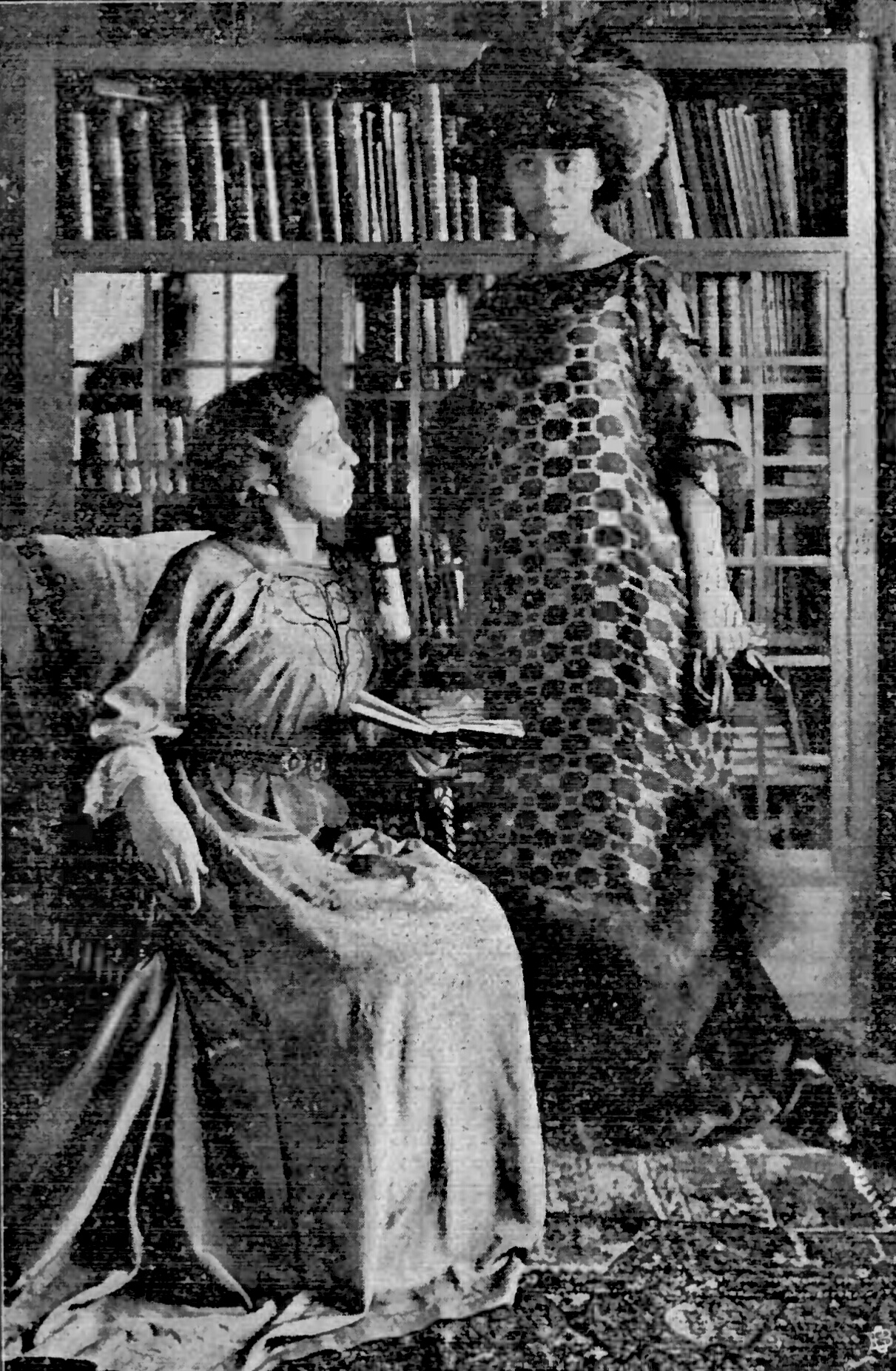

Hierbei entzückten die Grundform im einfachen Hemdenschnitt mit angeschnittenen Ärmeln, einfachsten Verschluss, vollkommene Echtheit. Der Stoff wurde nicht mehr in Flickwerk zerschnitten, die Farbe des Gewebes wirkte auf großen Flächen stärker, Schmuck und Stickereien wirkten auf dem ungeteilten Grund sowohl reiner als auch vornehmer. Als weitere Vorzüge wurden die leichte Herstellung, das bequeme Plätten der Waschkleider und das leichte Verpacken – alles ist bereits bevor der Saal von den letzten Besuchern geräumt war, im mittelgroßen Koffer verpackt – wurde den überraschten Damen überzeugend demonstriert. Wie Buschmann bereits vorher betonte, sollte diese neue Frauentracht von größtem Vorteil sein.

## Das Schabbelhaus in der Kunst
Das Museum of Modern Art verfügt über eine von dem Dadaisten Kurt Schwitters als Gast des Hauses verfremdete Speisekarte des Schabbelhauses.

## Notgeld
Friedrich Wilhelm Virck gestaltete 1920 und 1921 für das Schabbelhaus Notgeldscheine, die nur in der Gaststätte gültig waren.

Notgeld
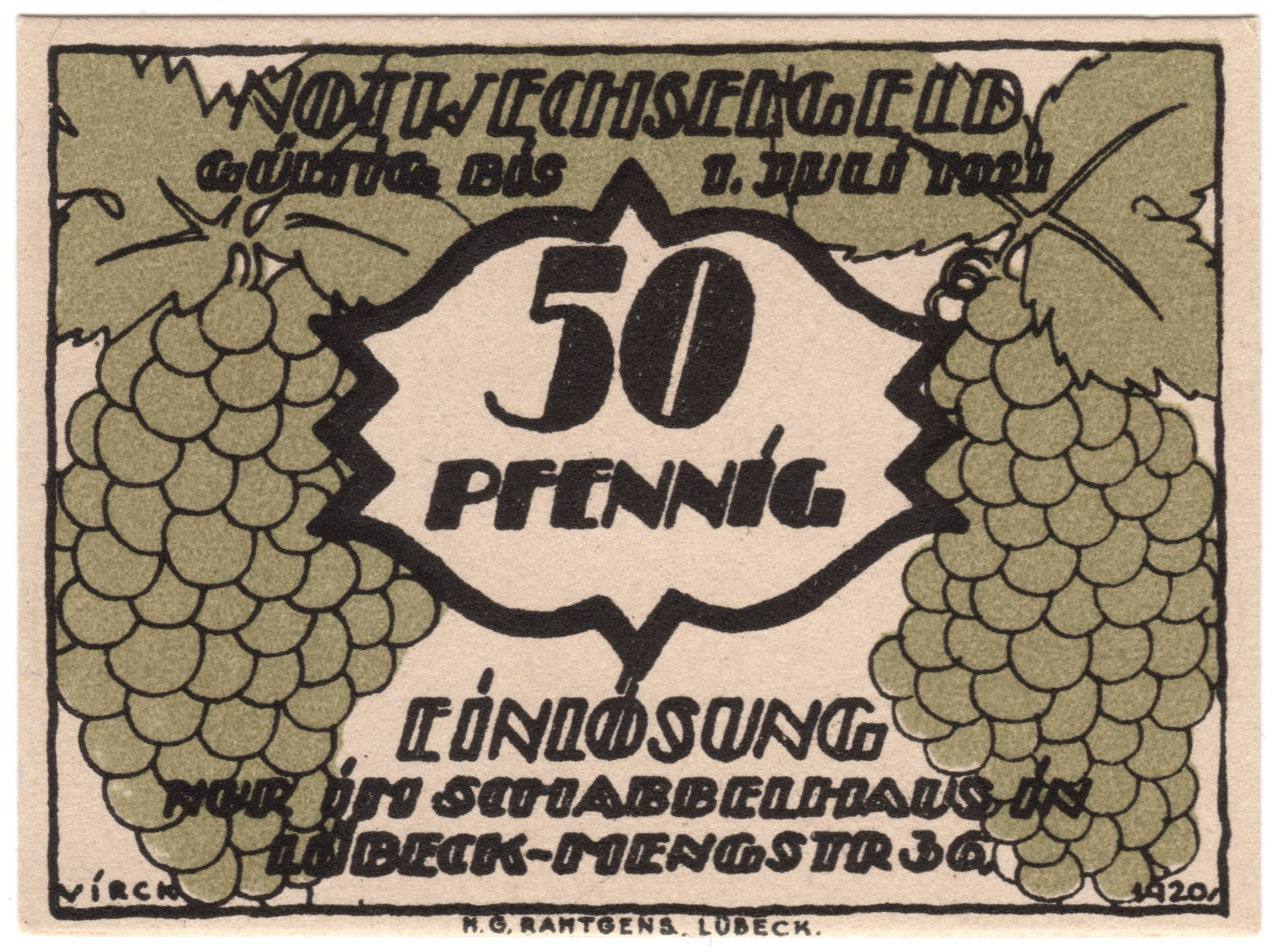
50 Pf., 1920, Vorderseite
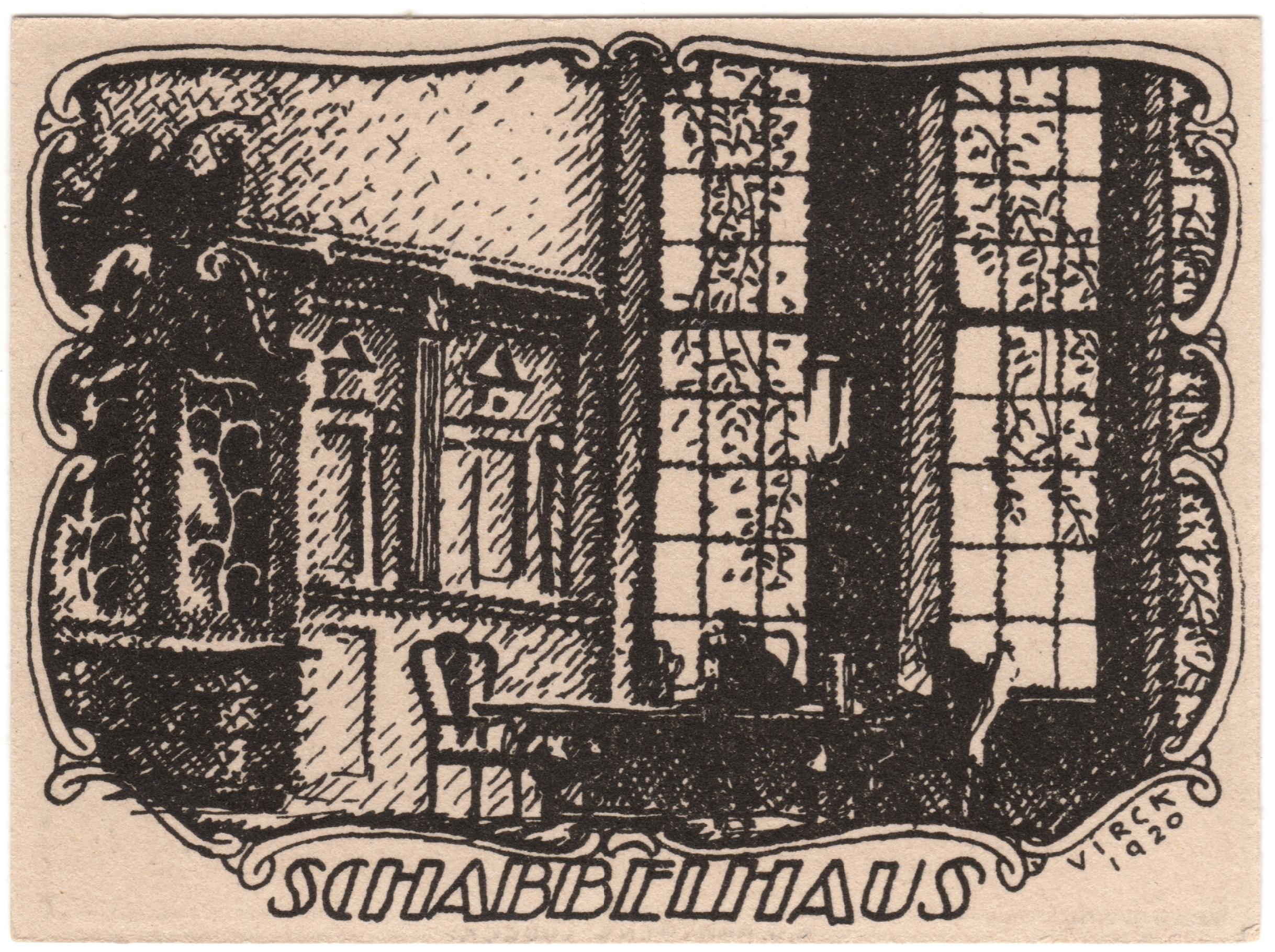
50 Pf., 1920, Rückseite
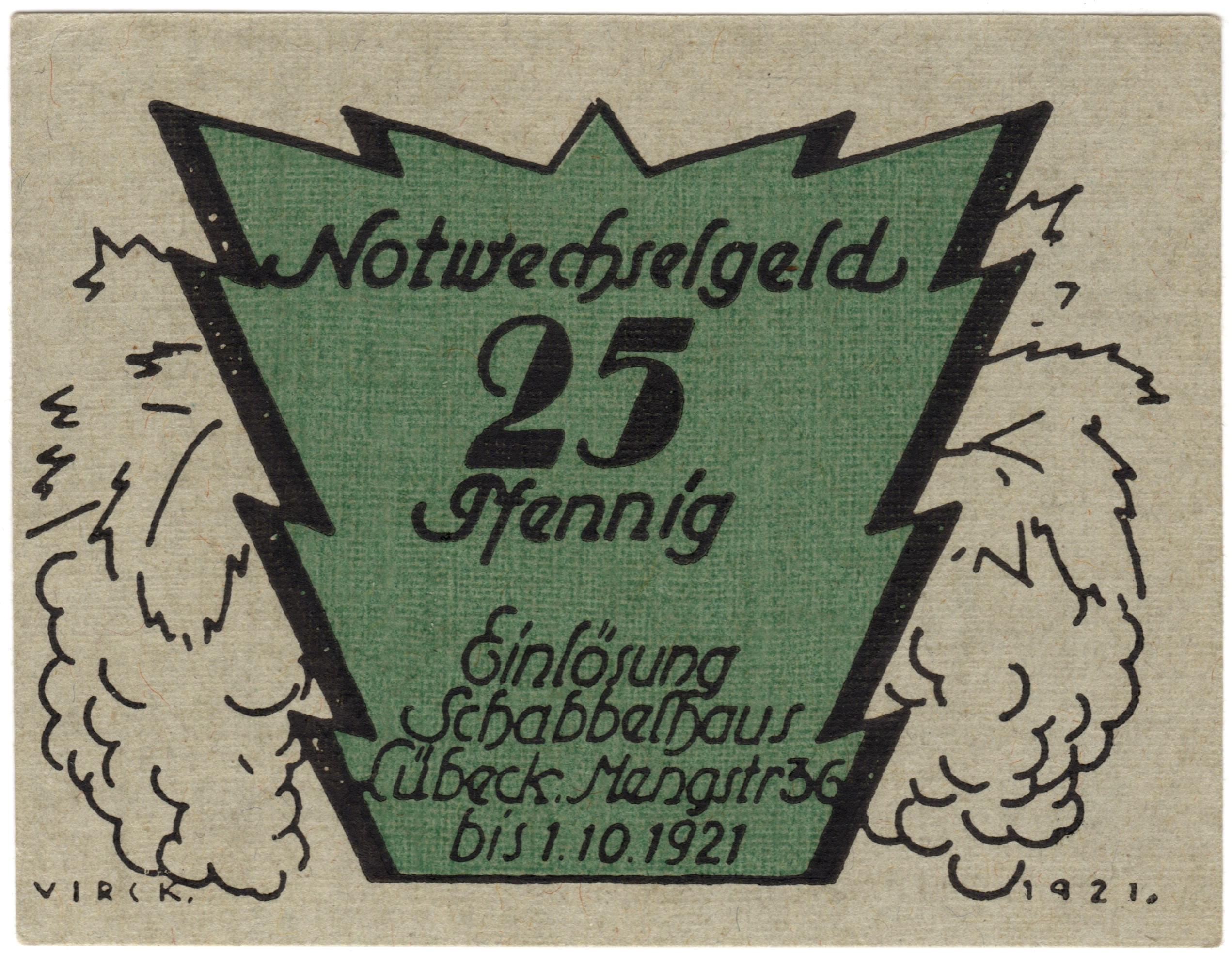
25 Pf., 1921, Vorderseite
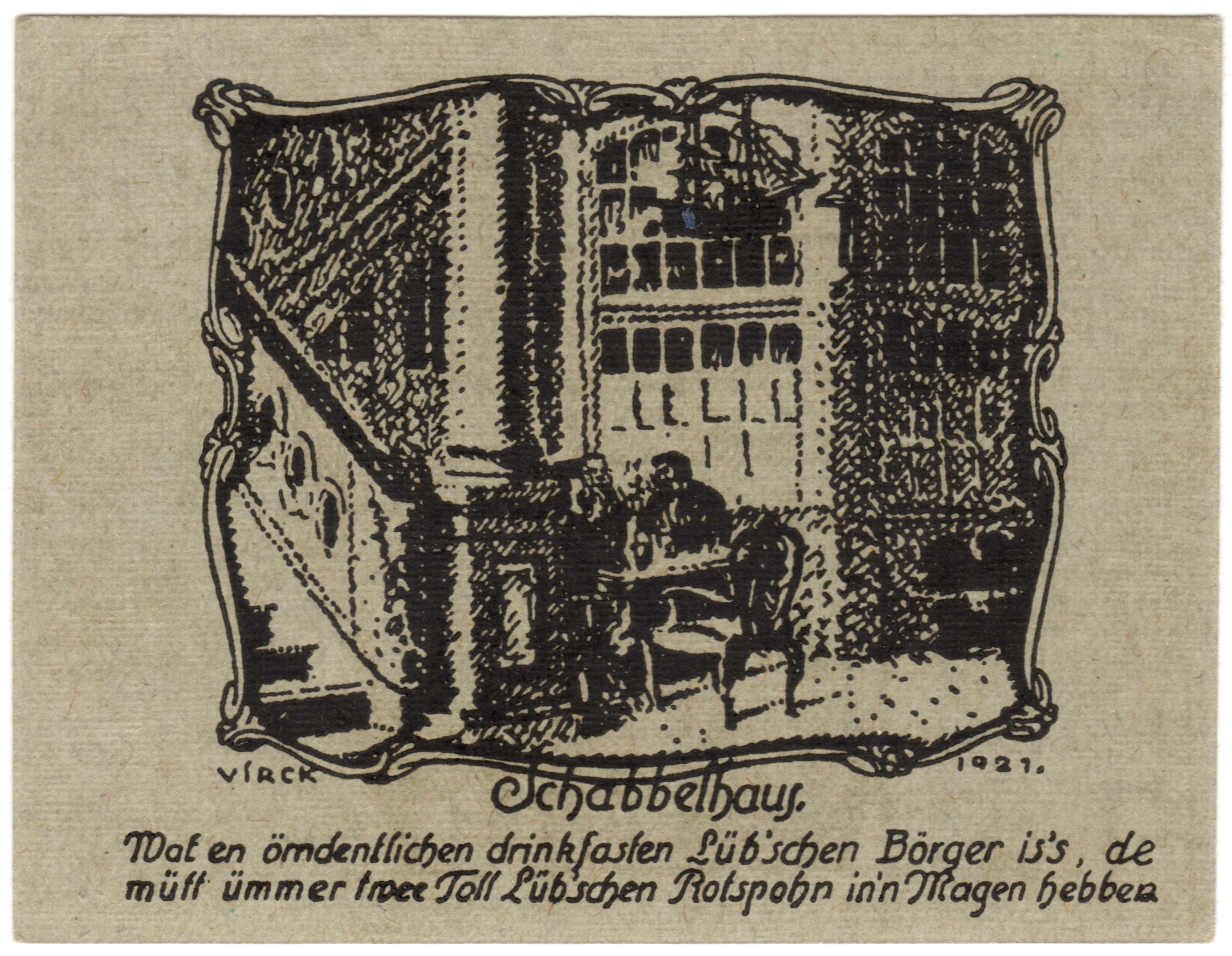
25 Pf., 1921, Rückseite

## Belege
1. ↑   Großfeuer. In: Lübecker General-Anzeiger, 24. Jahrgang, Nr. 187, Ausgabe vom 12. August 1905.
2. ↑   Zur Brandkatastrophe. In: Lübeckische Anzeigen, 155. Jahrgang, Nr. 403, Ausgabe vom 11. August 1905.
3. 1 2  Edgard Haider: Verlorene Pracht. Geschichten von zerstörten Bauten. Gerstenberg Verlag, Hildesheim 2006, S. 14 ff.
4. ↑  Das Schabbelhaus zu Lübeck (luebeck.de) aufgerufen am 6. Oktober 2012.
5. ↑  Neue Frauenkostüme. In: Vaterländische Blätter. Jahrgang 1911, Nr. 24, Ausgabe vom 12. März 1911, S. 42–43.
6. ↑  Heinz Röhl, Jan Romanowski: Lübecks Papiergeld im 19. und 20. Jahrhundert. Schmidt-Römhild, Lübeck 2011, ISBN 978-3-7950-5201-0, S. 138, 179.